# 's-Gravendeel
's-Gravendeel (uitspraakⓘ) is een plaats en voormalige gemeente in de Nederlandse provincie Zuid-Holland. De kern met buitengebied (inclusief Schuilingen, Schenkeldijk en Nieuw Bonaventura) telt samen ongeveer 9.310 inwoners. Sinds 1 januari 2007 maakte 's-Gravendeel deel uit van de gemeente Binnenmaas en sinds 1 januari 2019 van de gemeente Hoeksche Waard.
's-Gravendeel ligt in het oosten van de Hoeksche Waard aan de Dordtsche Kil en is via de Kiltunnel verbonden met Dordrecht. Het dorp is gesticht in 1593 in de oosthoek van de toen pas bedijkte polder Nieuw-Bonaventura. De bijnaam voor inwoners van 's-Gravendeel is seuter. Dat is een in reuzel gebakken kleine aardappel.

## Kerken
's-Gravendeel heeft zes kerken (Ichtus kerk, Ezra, gereformeerde gemeente s-Gravendeel, oud gereformeerde gemeente, Hervormde gemeente 's-Gravendeel, gereformeerde kerk), waarvan vooral de hervormde kerk in het oog springt. Zij staat midden in het dorp en wordt half omringd door een kerkgracht. De plek waar deze kerk zich bevindt, staat plaatselijk bekend als De Heul. De hervormde gemeente die hier kerkt valt, evenals die van de gereformeerde Ontmoetingskerk aan de Vlasakker, onder de Protestantse Kerk in Nederland. Verder vindt men hier kerkgebouwen van de Christelijke Gereformeerde Kerken, de Gereformeerde Gemeenten in Nederland en de Oud Gereformeerde Gemeenten in Nederland.

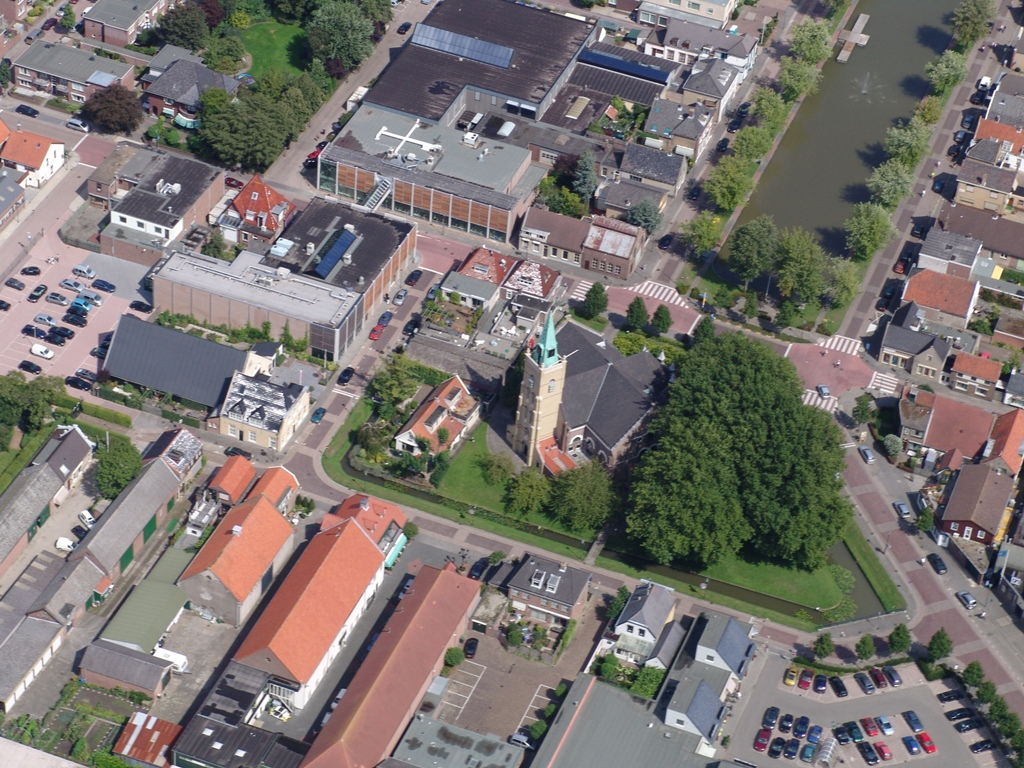
Hervormde kerk in het centrum van het dorp 's-Gravendeel

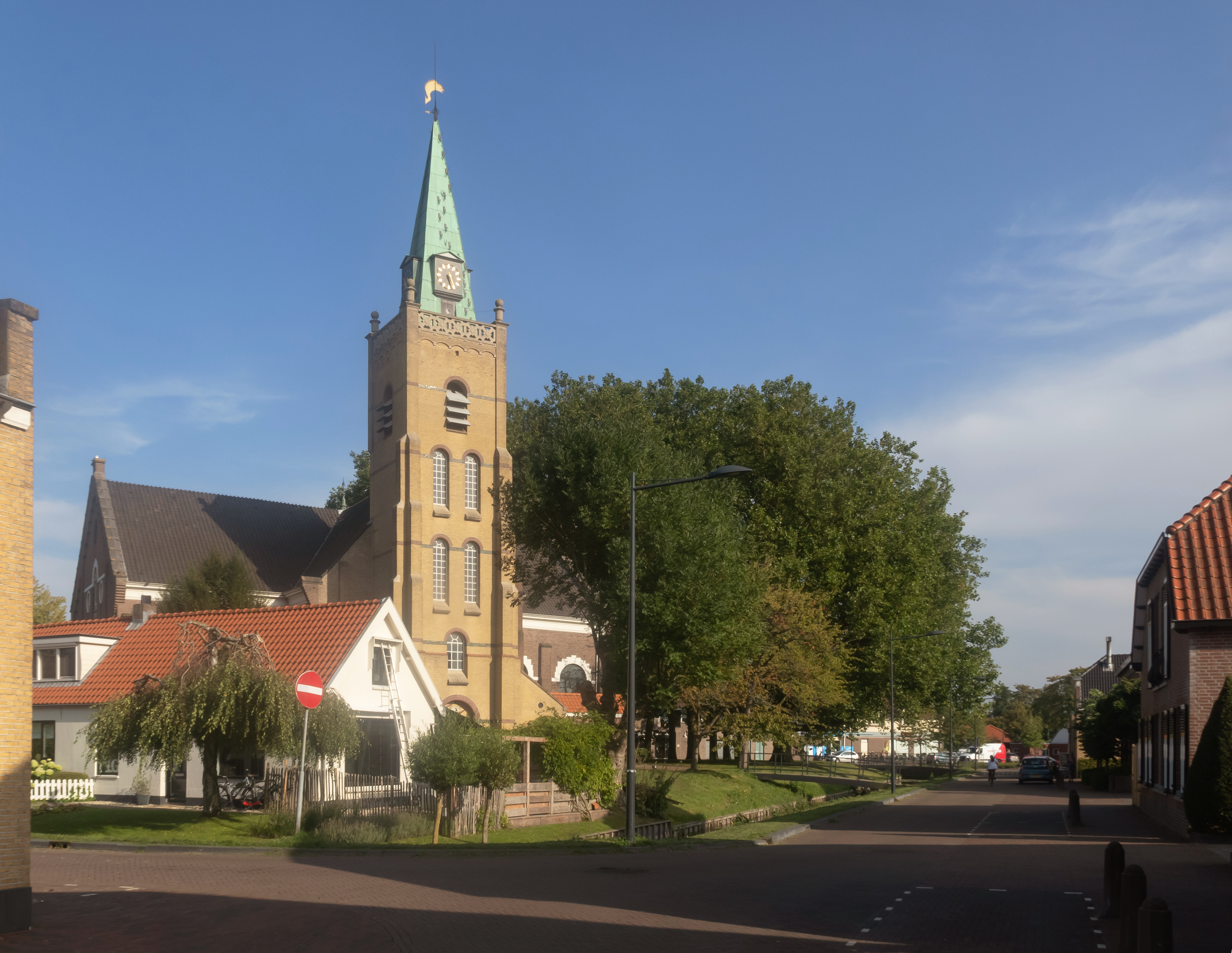
Hervormde kerk

## Onderwijs
In 's-Gravendeel zijn twee basisscholen gevestigd: een protestants-christelijke (de Bouwsteen) en een openbare (de Schelf). 

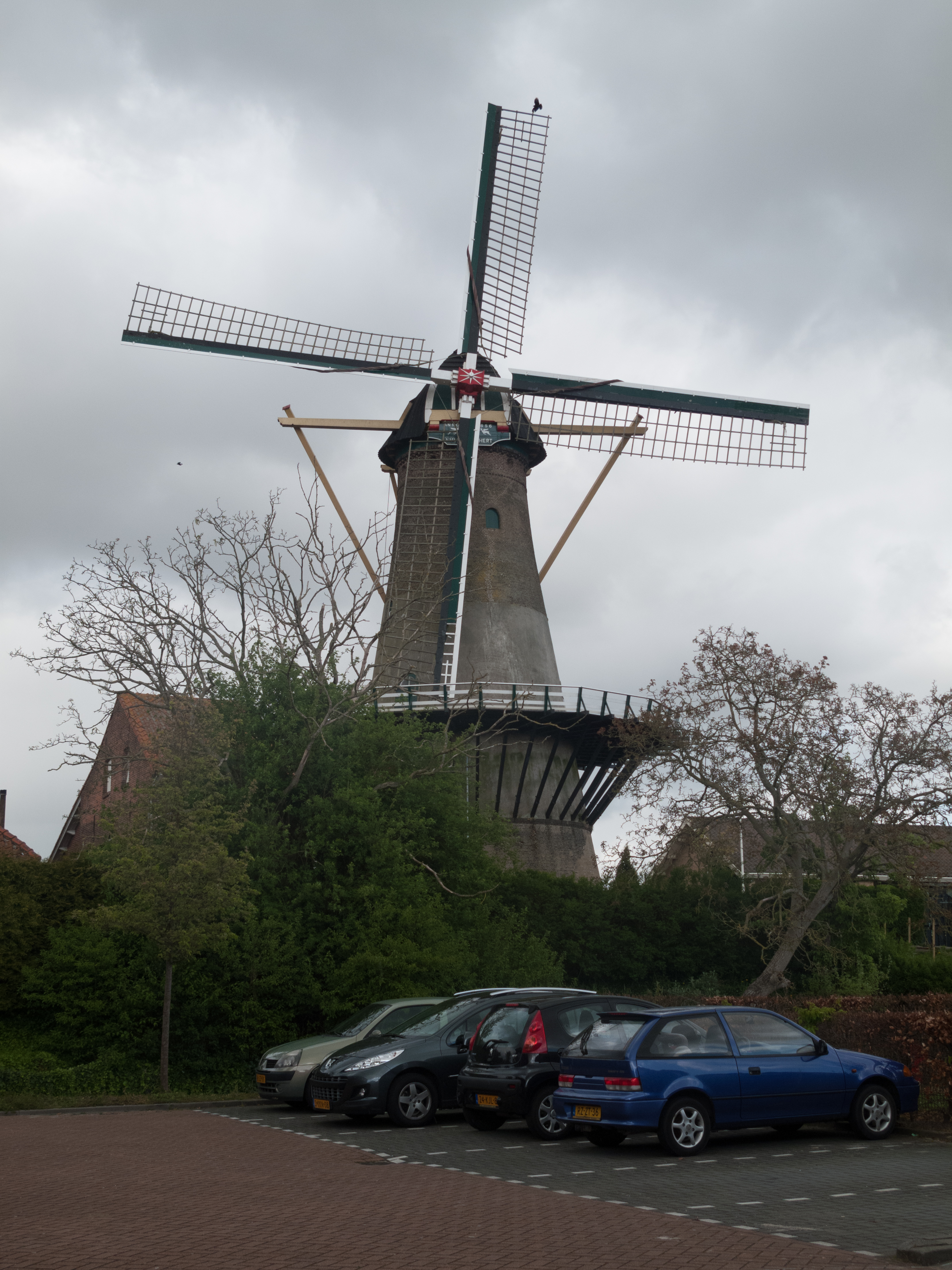
's-Gravendeel, korenmolen Het Vliegend Hert

## Winkels
De meeste winkels bevinden zich in het centrum van het dorp rondom de Hervormde kerk. 's-Gravendeel heeft onder andere een supermarkt (Jumbo), een aantal modewinkels (waarvan Voorwinden met 8000 vierkante meters een van de grootste van Nederland is), enkele cafés en verscheidene snackbars.

## Bedrijfsleven
In de twintigste eeuw was het dorp in grote mate afhankelijk van de vlasverwerkende industrie. Een derde tot de helft van de vlasindustrie van Nederland bevond zich in 's-Gravendeel. Het dorp had enkele grote vlasfabrieken en meerdere tientallen kleine vlasbedrijven. In 1971 sloot het laatste vlasbedrijf haar deuren.
Het bedrijventerrein van 's-Gravendeel heeft de naam Mijlpolder. Hier was tot begin 2004 de autofabrikant Vandenbrink (producent van de Carver) gevestigd. Het bedrijventerrein is circa 55 hectare groot. Naast Mijlpolder bevindt zich in de polder Klein Koninkrijk watergebonden bedrijvigheid. Aan de Dordtsche Kil bevindt zich de werf van de Scheepssloperij Nederland.

## Verenigingen[2]

### Recreatie en sport
- Ago Quod Ago, rolstoeldansen Hoeksche Waard
- Badmintonclub Niton
- Basketbalvereniging Rebound
- Biljartvereniging Excelsior
- Biljartvereniging Voor Ons Genoegen
- BodyChange
- DAITOKAN
- Duikteam Hoeksche Waard
- F-S Sportcentrum
- Gehandicaptensportvereniging Hoeksche Waard
- Gymnastiekvereniging DOS
- Hengelsportvereniging De Kilvissers
- Hockeyclub De Hoeksche Waard
- Jungki Kwan Hapkido
- Korfbalvereniging c.k.c. ADO
- Postduivenvereniging De Duif
- Ren- en Toerclub De Hoeksche Renners
- Schaatsvereniging District Hoekse Waard K.N.S.B.
- 's-Gravendeelse IJsclub
- 's-Gravendeelse Kleindierensportclub
- 's-Gravendeelse Tennis Club
- Sporthal De Schenkel en Sportpark
- Stichting Hena Cycling
- Studio Gwendolyn
- Tafeltennisvereniging Effect '77
- VV 's-Gravendeel
- Volleybalvereniging HWVV Fidus
- Zwem- en Waterpolovereniging ZVS

### Muziek en zang
- Bejaardenkoor Zanglust
- Fanfarekorps Na Lang Streven (NLS)
- Interkerkelijk koor Kairos
- Muziekvereniging TAVENU Schenkeldijk
- Showkorps Juliana
- 's-Gravendeels gelegenheidskoor
- Zanggroep AmuZing

### Cultuur
- Historische Vereniging 's-Gravendeel
- Oranjevereniging 's-Gravendeel
- Stichting Festiviteiten 's-Gravendeel
- 's-Gravendeelse Amateur Toneelvereniging (SGAT)
- Volksdansen voor ouderen (VVO)
- Volksdansgroep De Driekusman

## Verkeer en vervoer
's-Gravendeel ligt aan de N217. In oostelijke richting voert deze weg door de Kiltunnel, waarna zij aansluit op de A16 en de N3, de randweg van Dordrecht. In (noord)westelijke richting vormt de N217 de verbinding met de A29 en het westen van de Hoeksche Waard.
's-Gravendeel wordt aangedaan door Connexxion-buslijnen 166, 176, 668 en 715.

## Geboren
- Arinda Callewaert (1962), politicus en bestuurder;
- Mattias Gijsbertsen (1985), politicus, bestuurder en organisatieadviseur;
- Arie den Hartog (burgemeester) (1923), politicus en bestuurder;
- Esther Kooiman (1968), internationaal bekend als Zara Whites, voormalig actrice en Frans dierenrechtenactiviste;
- Jan Velema (1917-2007), predikant, radiopresentator en omroepvoorzitter;
- Hessel Visser (1950), ingenieur, adviseur, docent en auteur;
- Ad Zuiderent (1944), dichter en literatuurcriticus.